# Saint-Bonnet-du-Gard
Saint-Bonnet-du-Gard este o comună în departamentul Gard din sudul Franței. În 2009 avea o populație de 721 de locuitori.

## Evoluția populației
| An        | 1975 | 1982 | 1990 | 1999 | 2006 | 2009 |
| --------- | ---- | ---- | ---- | ---- | ---- | ---- |
| Populație | 316  | 358  | 372  | 579  | 669  | 721  |